# 산보촌
산보촌(일본어: 三宝村)은 일본 오사카부 오토리군·센보쿠군에 설치되었던 촌이다. 현재의 사카이시 사카이구 북서부에 해당한다.